# Idioma matlatzinca
Las lenguas matlatzincas (también matlaltzinca, maclazinca o matlazinca) son lenguas emparentadas provenientes de la parte sur del Estado de México y el este de Michoacán. El matlatzinca propiamente dicho es hablado por unas 1245 personas alrededor de la localidad de San Francisco Oxtotilpan, mientras que el pirinda se extinguió en el siglo XX.
Están estrechamente relacionadas con el ocuilteco o tlahuica de las localidades de San Juan Atzingo y Santa Lucía del Progreso. Ambos conjuntos pertenecen a la rama oto-pame de la familia otomangueana.

## Historia
En tiempos prehispánicos el dominio de estas lenguas se extendía por el valle de Toluca o valle del Matlatzinco, al norte colindaba con la región mazahua de Ixtlahuaca. En las poblaciones como Tejupilco, Tonatico, Amatepec y Tlatlaya los matlazincas cohabitaban con los chontales y mazatecos, por lo que esta región estuvo vinculada con el norte de Guerrero en donde había Matlatzincas en Colula, Alahuixtlan, Tepecuacuilco y Tlacozahuitlan. También había algunos matlatzincas en el Valle de México, mayoritariamente nahua, en las cabeceras tepanecas de Azcapotzalco y Tacuba y lugares como Coyoacán. En el valle de Morelos se localizaban hablantes de matlatzinca en la región de Cuernavaca hasta el siglo XIX. Al oeste el dominio de las lenguas matlatzincas se extendía hasta el reino purépecha de Tzintzuntzan en el estado de Michoacán, de hecho en las localidades Taximaroa, Zitácuaro, Tlalpujahua, Charo o Matlatzingo, Taymeo y Necotlan existieron enclaves matlatzincas.[cita requerida]
Actualmente debido al pequeño número de hablantes, cuya edad media tiende a aumentar, las lenguas matlazinca-tlahuicas se consideran lenguas amenazadas. Aun así, estas lenguas gozan de reconocimiento oficial: en 2001, junto con otras 62 lenguas, se reconoció su estatus legal de lengua nacional de México.

## Variantes
El matlatzinca tuvo una gran extensión en el siglo XV. Se hablaba desde el oriente de Michoacán, al Valle de México. Existe cierta confusión histórica con los nombres de las diversas variantes que a veces por referencias confusas contenidas en Bernardino de Sahagún han sido consideradas lenguas diferentes, pero la mejor evidencia disponible muestra que las siguientes variedades son de hecho formas de matlatzinca cercanamente emparentadas:
- El fot'una propio, hablado históricamente en el Valle de Toluca y actualmente en San Francisco Oxtotilpan; también se sabe de su habla en la primera mitad del siglo XX en Mexicaltzingo;[6] cuenta con poco más de 1,200 hablantes.[2]
- El pirinda, totalmente extinto en la actualidad y que fue hablado en el oriente de Michoacán, específicamente en las localidades de Charo, Huetamo, Santa María de los Altos, Jesús del Monte, San Miguel del Monte y Santiago Undameo.[7]. Es en la primera dónde logró conservarse el mayor tiempo: el último hablante competente de la variante murió en 1936.[6]

## Descripción lingüística
En esta sección se describe el matlatzinca de San Francisco Oxtotilpan.

### Fonología
El inventario consonántico de esta lengua es bastante simple:
|              | Labial | Labial | Alveolar | Alveolar | Palatal | Palatal | Velar | Velar | Labio- velar | Labio- velar | Glotal | Glotal |
| ------------ | ------ | ------ | -------- | -------- | ------- | ------- | ----- | ----- | ------------ | ------------ | ------ | ------ |
| Oclusiva     | p      | b      | t        | t        |         |         | k     | k     | kʷ           | kʷ           | ʔ      | ʔ      |
| Africada     |        |        |          |          | ʦ       | ʦ       |       |       |              |              |        |        |
| Fricativa    |        |        | s        | s        | ʃ       | ʃ       |       |       |              |              | h      | h      |
| Aproximantes |        |        | l, r     | l, r     | y       | y       |       |       | w            | w            |        |        |
| Nasal        | m      | m      | n        | n        |         |         |       |       |              |              |        |        |

En las transcripciones frecuentemente se encuentra <x> para /ʃ/, <f> para /mb/ y < ' > para /ʔ/.
A pesar de la simplicidad del sistema consonántico, la lengua tiene grupos consonánticos: consonante + glotal. El sistema vocálico es relativamente simple y está formado por 7 unidades básicas, tres vocales altas, /i, i, u/, tres vocales medias / e, ə, o/ y una vocal baja /a/:
|         | Anterior | Central | Posterior |
| ------- | -------- | ------- | --------- |
| Cerrada | i        | i       | u         |
| Media   | e        | ə       | o         |
| Abierta |          | ɑ       |           |

### Gramática
El matlatzinca no tiene género gramatical en ninguna categoría. El nombre distingue entre formas de singular y plural, y en el verbo y los pronombres se disitingue singular, dual y plural. Por ejemplo el pradigma nominal viene dado por:
|             | Singular | Dual      | Plural   |
| ----------- | -------- | --------- | -------- |
| 1.ª Persona | kakí     | kakwéwi   | kakhówi  |
| 2.ª Persona | kačʔí    | kahčʔewi  | kahčówi  |
| 3.ª Persona | retʔiwí  | retʔiwewí | retʔiwhə |

Este pardigma es similar al otomí en cuanto al número de formas distinguidas; además, el matlatzinca y el otomí comparten la marca de dual -wi, mientras que la marca de plural -hə de la tercera persona es equivalente a la marca del otomí para esa persona -hi, y los pronombres de primera y segunda comparten un prefijo de definido que en matlatzinca es *ka- y en otomí es *nu-, siendo el resto de terminaciones similares.
El verbo presente se conjuga mediante prefijos personales que concuerdan con el sujeto y sufijos personales que concuerdan con el primer objeto. Las marcas de sujeto varían de acuerdo no sólo con la persona, sino que al igual que en español dichas marcas son sincréticas con el tiempo y el modo, es decir las mismas marcas que expresan la persona gramatical también expresan el tiempo gramatical y el modo gramatical, como se ve en los siguientes ejemplos:
(1.ª) Thepapá kučóri bebaáni
the-papá ku-čóri be-báani (1.ªSG-papá 3.ªSG.PRES-estar en-casa)
'Mi papá está en la casa' (= 'Mi padre está en casa')
(1b) Thepapá šáwa mučóri bebaáni
the-papá šáwa mu-čóri be-báani (1.ªSG-papá NEG 3.ªSG.NEG-estar en-casa)
'Mi papá no está en la casa' (= 'Mi padre no está en casa')
(1c) Thepapá mekučóri bebaáni
the-papá me-ku-čóri be-báani (1.ªSG-papá HAB-3.ªSG.PRES-estar en-casa)
'Mi papá siempre está en la casa' (= 'Mi padre habitualmente está en casa')